# Sick for Toys
Sick for Toys ist ein US-amerikanischer Thriller von Regisseur David Del Rio aus dem Jahr 2018.

## Handlung
Emilia und Edward sind ein Geschwisterpaar, das in einem abgelegenen Haus wohnt. Beide stammen aus einer höchst dysfunktionalen Familie. Das gemeinsame Aufwachsen hat sie nahe zusammen geschweißt, aber beide auch zu höchst gestörten Personen werden lassen. Edward experimentiert mit Medikamenten und Drogen, während Emilia das Licht der Öffentlichkeit scheut und nur selten die Stadt besucht. Doch immer zu Weihnachten besorgt Edward ihr ein „Spielzeug“ in Form eines Mannes. Dieses Mal ist es Jason, der seine Ehefrau mit Emilia betrügen wollte, und nun in der Garage gefoltert und von Emilia vergewaltigt wird. Gefesselt und unter Drogen gesetzt muss er alles über sich ergehen lassen.
Doch Emilias Lust auf Spielzeug ist dieses Jahr größer als sonst. Bei einem Ausflug in die Stadt, bei der Edward neue Medikamente besorgen will, verführt sie Roy, zufällig ein Freund Jasons, und lädt ihn zum Weihnachtsdinner ein. Edward, nicht gerade begeistert, macht das Spiel mit. Doch die Drogen wirken nicht und so tötet er Roy und zerstückelt ihn anschließend. Während er den Leichnam vergräbt, versucht Jason in Emilias Kopf zu gelangen, doch diese reagiert unwirsch und erklärt Edward, auch dieses Spielzeug sei „kaputt“. Edward will Jason töten, doch dieser bietet ihm Sex an. Dies triggert Edward, der von seinem Vater missbraucht wurde.
Unklar, wie man nun weiter vorgehen soll, geraten Emilia und Edward in Streit. Emilia tötet ihren Bruder. In der Zwischenzeit gelingt es Jason, seine Frau anzurufen. Er wacht schließlich im Krankenhaus auf. Doch Emilia ist es gelungen, die Polizei und seine Ehefrau zu manipulieren, so dass diese denken, das Jason der eigentliche Täter ist.

## Hintergrund
Sick for Toys ist der erste Langfilm der Firma Nine Ten Films. Der Film hatte seine Premiere auf dem Dallas International Film Festival am 5. Mai 2018. In Deutschland erfolgte die DVD-Veröffentlichung am 4. Oktober 2018.

## Rezensionen
Michael Therkelsen von Horror Society vergab 7,5 von 10 Punkten und nannte ihn einen „verrückten Feiertagsfilm“, der eine gute Story und viel Spannung habe. Auch Melissa Hannon von Horror Geek Life lobte den Film und insbesondere die schauspielerische Leistung von Hauptdarstellerin Camille Montgomery.